# 'Ndrina Rosmini
I Rosmini sono una delle più potenti 'ndrine di Reggio Calabria.
Nella seconda guerra di 'ndrangheta si schierarono con il gruppo Condello-Imerti-Serraino. I quartieri sotto il controllo della cosca sono Ciccarello, Modena e San Giorgio. La famiglia Rosmini attualmente sembra essere molto legata alla famiglia De Stefano. I Rosmini sono una delle cosche con più interessi in Lombardia.
Secondo il boss pentito Liuzzo, i Rosmini controllerebbero tutti gli appalti del vasto territorio urbano compreso tra il centro storico e la zona sud della città di Reggio Calabria. 
Secondo il pentito Federico Greve invece, il boss Diego Rosmini è attualmente il capo locale di Modena con il grado della santa, e sarebbe un uomo con un grande carisma e un potere definibile a quello del “supremo” Pasquale Condello.

## Esponenti di rilievo
- Antonio Rosmini, è stato arrestato il 20 dicembre 2004 dopo una latitanza di oltre dieci anni, in seguito a una condanna per l'uccisione nel 1989 di un boss di una banda rivale.
- Diego Rosmini (16 luglio 1927-11 marzo 2002), detto Il Direttore, ex capobastone, arrestato il 4 dicembre 1990 e condannato all'ergastolo per associazione di tipo mafioso. Nel 1998 riceve un altro ergastolo per aver ordinato l'omicidio di Lodovico Ligato, ex capo delle ferrovie dello stato italiane.
- Bruno Rosmini
- Diego Rosmini junior (25 giugno 1972), attuale capobastone, ha ricevuto un avviso di garanzia nel 2010 e nel febbraio del 2022, da allora è in attesa di giudizio, ma anche nel marzo 2025 riceve un ennesimo avviso di conclusioni indagini dalla DDA reggina dove ancora una volta è protagonista unitamente ad altri 25 indagati - alcuni già pregiudicato N. 664/2023 RGNR DDA N. 3863/2023 R.G.I.P. N. 29/2024 R. o.cc. D.D.A.

- Giovanni Tegano (8 novembre 1939 - 7 luglio 2021), è stato uno dei boss più potenti della storia della 'ndrangheta, latitante dal 1993, Tegano fa perdere le sue tracce fino al giorno del suo arresto, avvenuto il 26 aprile 2010 a Reggio Calabria. Morirà in carcere sotto regime di 41 bis, il 7 luglio 2021 all’età di 81 anni.

- Natale Rosmini boss della cosca, è stato condannato a due ergastoli nel 1990 per duplice omicidio, è accusato inoltre di essere il mandante dell’omicidio dell’ex presidente delle ferrovie Ludovico Ligato, venne arrestato dopo 7 anni di latitanza e con un mandato di cattura internazionale nel 1997[1].

## Fatti recenti
- Il 4 Dicembre 1990 viene arrestato Demetrio Sesto Rosmini, il boss è stato condannato all’ergastolo ed attualmente è detenuto sotto il regime di 41 bis.
- Nel 1993 il boss della cosca Giovanni Tegano viene condannato all’ergastolo, inizia così la sua latitanza.
- Il 20 dicembre 2004 viene arrestato Antonio Rosmini, dopo 10 anni di latitanza, uno dei capi delle più forti famiglie mafiose di Reggio Calabria[2].
- Il 26 luglio 2007 con l'operazione Bless vengono arrestate 24 persone tra cui esponenti della cosca Condello. L'operazione ha colpito: Francesco Araniti, di 48 anni; Santo Araniti (60), in atto detenuto, soprannominato "Garibaldi"; Giovanni Bonforte (39), già detenuto; Santo Nuda (63); Giuseppe Canale (35); Pasquale Chindemi (42); Antonino D'Errigo (44); Giovanni Fontana (62); Antonino Imerti (61), conosciuto come "nano feroce", già detenuto; il cugino omonimo Antonino Imerti (57); Antonino Lo Giudice (48); Bruno Morabito (74); Carmelo Palermo (48), detenuto; Andrea Pustorino (47); Francesco Rodà (51); Demetrio Sesto Rosmini (42), già detenuto; Giuseppe Carmelo Saraceno (56); Salvatore Saraceno (50); Paolo Serraino (65); Bruno Trapani (50); Giovanni Tripodi (41), già detenuto; Francesco Vazzana (37), già in carcere.
- Il 26 aprile 2010 viene catturato il boss latitante Giovanni Tegano insieme ad altri 5 affiliati, dopo ben 17 anni di latitanza.
- Operazione Cartaruga: nelle prime ore della mattinata, la Procura Distrettuale Antimafia ha tratto in arresto: Rosmini Francesco (48); Casili Antonino (63); Mandalari Carmelo (27); Quartuccio Diego (32); Rosmini Diego (40); Esposito Giuseppe Pasuqale (53);

Alampi Natale Paolo (38); Stellitano Antonio (32); Esposito Gesualdo (28); Freno Domenico (31); Rosmini Bruno (79); Rosmini Luana (25). 
- Il 6 novembre 2013 la Guardia di Finanza di Reggio Calabria conclude l'operazione Araba Fenice che ha portato all'esecuzione di 47 ordinanze di custodia cautelare a Reggio Calabria. Sono accusati di associazione mafiosa, trasferimento fraudolento di beni, attività finanziaria abusiva, corruzione e peculato. Hanno inoltre sequestrato 14 società e beni del valore di 90 milioni di euro. I "colletti bianchi" arrestati sarebbero riconducibili alle famiglie Rosmini, Latella, Serraino, Audino e Nicolò[3][4].
- 26 maggio 2020: Operazione Cemetery Boss contro le cosche Rosmini e Zindato[5].

## Membri
- Antonio Rosmini
- Diego Rosmini (1927), ex capobastone.
- Diego Rosmini (1972), attuale capobastone.
- Giovanni Rosmini